# Jordansko-saudijska granica
Granica između Jordana i Saudijske Arabije duga je 731 km i proteže se od Akapskog zaljeva na jugozapadu do tromeđe s Irakom na sjeveroistoku.

## Opis
Granica započinje na jugozapadu zaljeva Aqaba, a zatim se sastoji od devet ravnih linija koje idu otprilike u smjeru sjeveroistoka do tromeđe s Irakom. Izrazito udubljeni dio granice na sjeveru apokrifno je nazvan "Winstonovo štucanje", koji se naziva i "Churchillov kihavac" (arapski : حازوقة وينستون).

## Povijest
Početkom 20. stoljeća Osmansko je carstvo kontroliralo današnji Jordan, a unutarnje regije južnije sastojale su se od labavo organiziranih arapskih grupacija, povremeno formirajući emirate, od kojih su najistaknutiji bili Emirat Nedžd i Hasa pod vlašću obitelji al-Saud.Tijekom Prvog svjetskog rata, arapskim ustankom, podržana od Britanije, uspjelao se ukloniti Osmanlije s većeg dijela Bliskog istoka.
U razdoblju nakon toga Ibn Saud je uspio znatno proširiti svoje kraljevstvo, proglasivši na kraju Kraljevinu Saudijsku Arabiju 1932. godine.
Kao rezultat tajnog anglo-francuskog sporazuma Sykes-Picot iz 1916. godine Britanija je stekla kontrolu nad osmanskim vilajetima Mosula, Bagdada i Basre, koje je organizirala u Irački mandat 1920. godine, a također i nad južnom polovicom vilajeta Sirije (otprilike, današnji zapadni Jordan). Na ovo potonje područje posezali su Velika Britanija, novoformirano Arapsko kraljevstvo Sirije, cionisti u mandatu Palestine i Saudijske Arabije, novo kraljevstvo Ibn Sauda, što je rezultiralo turbulentnim razdobljem u kojem je regija u osnovi bila neupravljeni prostor. Na kraju je 1921. Britanija proglasila mandat nad regijom, stvarajući Transjordanski emirat, pod poluautonomnom vlašću kralja Abdullaha I.
Južna granica između Transjordana i Arabije smatrala se strateškom za Transjordaniju kako bi se izbjeglo izlazak na more, s namjeravanim pristupom moru preko luke Aqaba. Južnom regijom Ma'an - Aqaba, velikim područjem sa samo 10.000 stanovnika, je upravljala OETA East (kasnije Arapsko Kraljevstvo Sirije, a zatim Transjordanski mandat) i polagala je pravo Kraljevina Hedžas. U OETA-i Istok, Faisal je imenovao kaymakama (podguvernera) u Ma'anu; kajmakama u Aqabi, koji je "nekažnjeno zanemario i Huseina u Meki i Feisala u Damasku", Husein je uputio da proširi svoju vlast na Ma'an. Ovaj tehnički spor nije eskalirao u otvoreni sukob, a Kraljevstvo Hedžas je trebalo preuzeti de facto kontrolu nakon što su Francuzi pobijedili Faisala. Nakon saudijskog osvajanja Hedžasa 1924–25., Huseinova vojska je pobjegla u regiju Ma'an (koja je tada službeno proglašena pripojenom Abdullahovom Transjordanu). Godine 1925. Britanija i Ibn Saud potpisali su Haddski ugovor, kojim je stvorena granica između Jordana i saudijskog teritorija koja se sastoji od šest ravnih linija. Ono što je najvažnije, ova je granica dala Transjordaniji uski izlaz na Akapski zaljev. Granica je kasnije potvrđena ugovorom iz Džede 1927. godine.
Početkom 1960-ih održane su razgovori koji su rezultirale ugovorom od 9. kolovoza 1965. kojim je stvoreno trenutna granica od devet linija, a Jordanu je dodijeljena i malo veća obala (za 18 km) uz Akapski zaljev.

### Winstonovo "štucanje"
Urbana legenda o 'Winstonovom štucanju' nastao je na temelju izvještaja o Winstonu Churchillu (koji je tada služio kao državni tajnik za kolonije) koji se u svojim kasnijim godinama hvalio da je stvorio britanski protektorat Transjordan 1921. "potezom pera, jedno nedjeljno popodne u Kairu"; neke priče tvrde da se ovo povlačenje granice dogodilo nakon "posebno tekućeg ručka".
Prema Warrenu Dockteru, to vjerojatno proizlazi iz “pogrešnog citata iz Churchillova govora u Donjem domu od 24. ožujka 1936. kada je Churchill izjavio: 'Emir Abdullah je u TransJordaniji gdje sam ga smjestio jedno nedjeljno popodne u Jeruzalemu'” Churchill je bio u Jeruzalemu na konferenciji u Kairu između petka 25. ožujka i srijede 30. ožujka 1921.; trebao je imati prvi sastanak s Abdullahom u ponedjeljak 28. ožujka. O granicama između Transjordanije i Sultanata Nedžd (preteče Saudijske Arabije) zapravo se nije raspravljalo na konferenciji u Kairu 1921. godine.
U srpnju 1922. Ibn Saudove vehabijske snage zauzele su Jauf, a u rujnu su Abdullahove snage zauzele Kaf. Štucanje je prvi put skicirao Ured za kolonije u listopadu 1922. tijekom Abdullahovog posjeta Londonu. Prva formalna definicija granice između Transjordana i Nedžda bila je rezultat pregovora između britanske vlade i sultana Nedžda koji su započeli 1922. godine, raspravljani na neuspješnoj Kuvajtskoj konferenciji 1923. – 24., te konačno zaključeni sporazumom u Al Haddi 2. studenog 1925. Sir Gilbert Clayton vodio je razgovore sa sultanom kao britanskim predstavnikom; a Churchill nije bio uključen u sporazum Al Hadda tijekom kojeg je bio britanski državni kancelar.
“Štucanje” je rezultat davanja strateške regije Wadi Sirhan i njenog tadašnjeg glavnig naselja Kaf, koje je Abdullah prethodno okupirao na nagovor Britanaca, sultanatu Nedžd. Ugovor iz 1925. nije stvorio oštru trokutastu točku u "štucanju", već kratki segment sjever-jug od 9,3 km uzduž 37. meridijana istočno.
Kamal Salibi komentirao je Churchillov "potez pera" u knjizi "Moderna povijest Jordana":

## Naselja u blizini granice

### Jordan
- El Mudawwara

### Saudijska Arabija
- Halat Ammar
- Al Fijad
- Al Isawiyah
- Qurayyat
- Qullayib Khudr
- Nabk
- Al-Haditha
- Turaif

## Granični prijelazi
Trenutno postoje tri službena granična prijelaza:
- Umari
- Mudawwara
- Durra